# Památník Boleslava I.
Památník Boleslava I., nazývaný také památník Boleslava Chrabrého (polsky Pomnik Bolesława Chrobrego), je vysoký bronzový památník stojící v centru dolnoslezské metropole Vratislav (ve čtvrti Stare Miasto) v Polsku. Památník odhalený 15. září 2007 je první jezdeckou sochou postavenou v poválečné Vratislavi; byl postaven na místě stržené sochy německého císaře Viléma I. Pruského, která zde stála před rokem 1945. Vzhled pomníku, jakož i fakt, že kníže nikdy ve Vratislavi nebyl, budil od počátku nemalé spory.

## Popis
Památník zobrazuje jezdeckou sochu významného polského knížete a později krále Boleslava Chrabrého (Bolesław I Chrobry, 992–1025). Autorem díla jsou Dorota Korzeniewska, Maciej Albrzykowski a Grażyna Jaskierska-Albrzykowska. Panovník sedí na koni, drží v pravé ruce kopí svatého Mořice (resp. jeho kopii, již roku 1000 Chrabrému věnoval římskoněmecký císař Ota III.), na hlavě má korunu a je opásán mečem. Celková výška je cca 10 m a hmotnost lité sochy je asi 6500 kg.

### Podstavec
Podstavec ve tvaru komolého kvádru je zepředu částečně obložen bronzovými plaketami s basreliéfy vyobrazujícími kromě Boleslava také papeže Silvestra II., císaře Otu III. a svatého biskupa Vojtěcha a také mapa Evropy roku 1000 a s texty v polštině, češtině a němčině:
| „ | Bolesław Chrobry, pierwszy koronowany wladca Polski, sprzymierzeniec papiestwa i cesarstwa w idei zjednoczenia Europy w roku 1000 | Boleslav Chrabrý, první korunovaný vládce Polska, spojencem papeže a císaře v myšlence sjednotit Evropy v roce 1000. | “ |

## Galerie

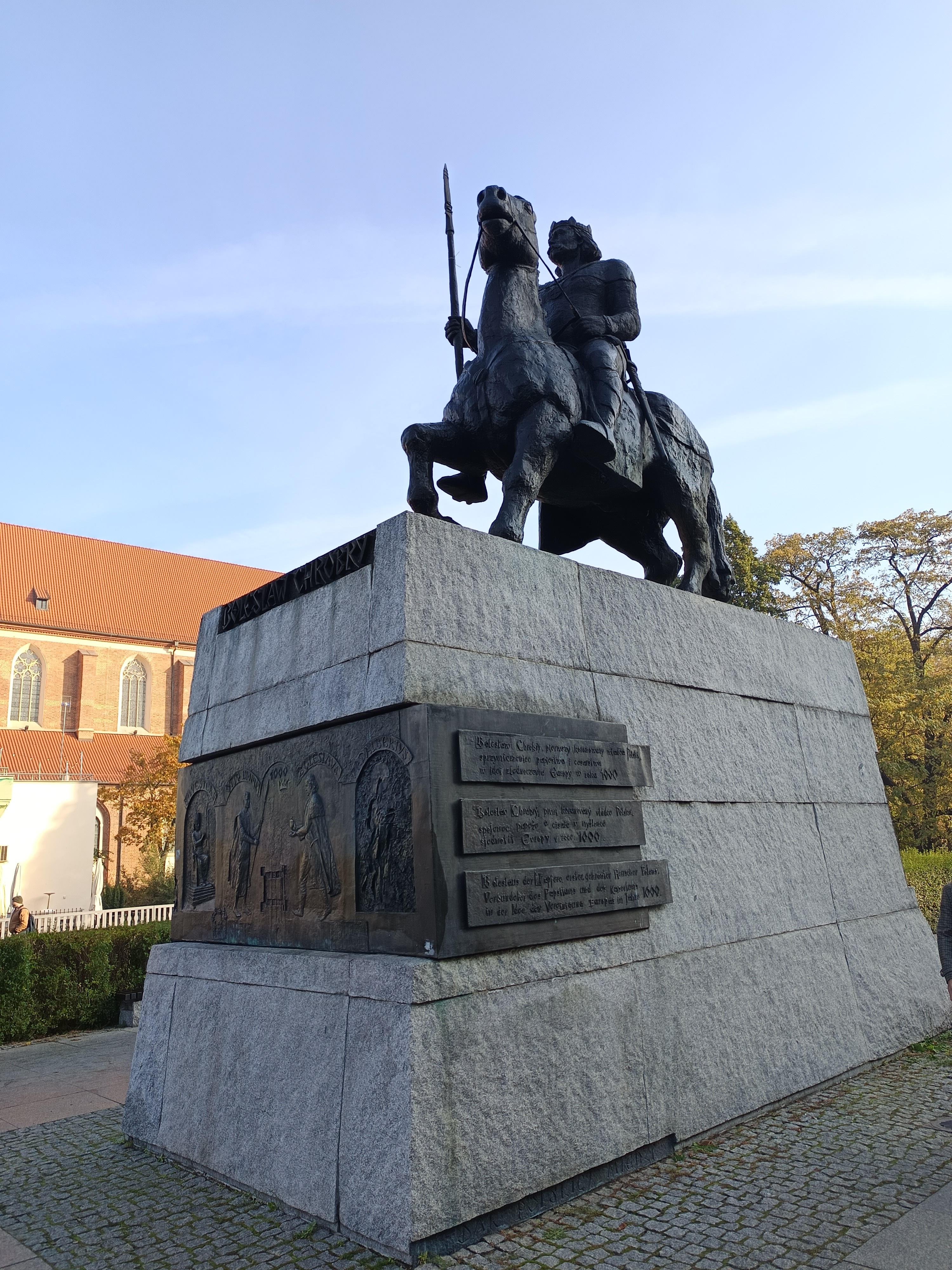
Celkový pohled i s kamenným podstavcem
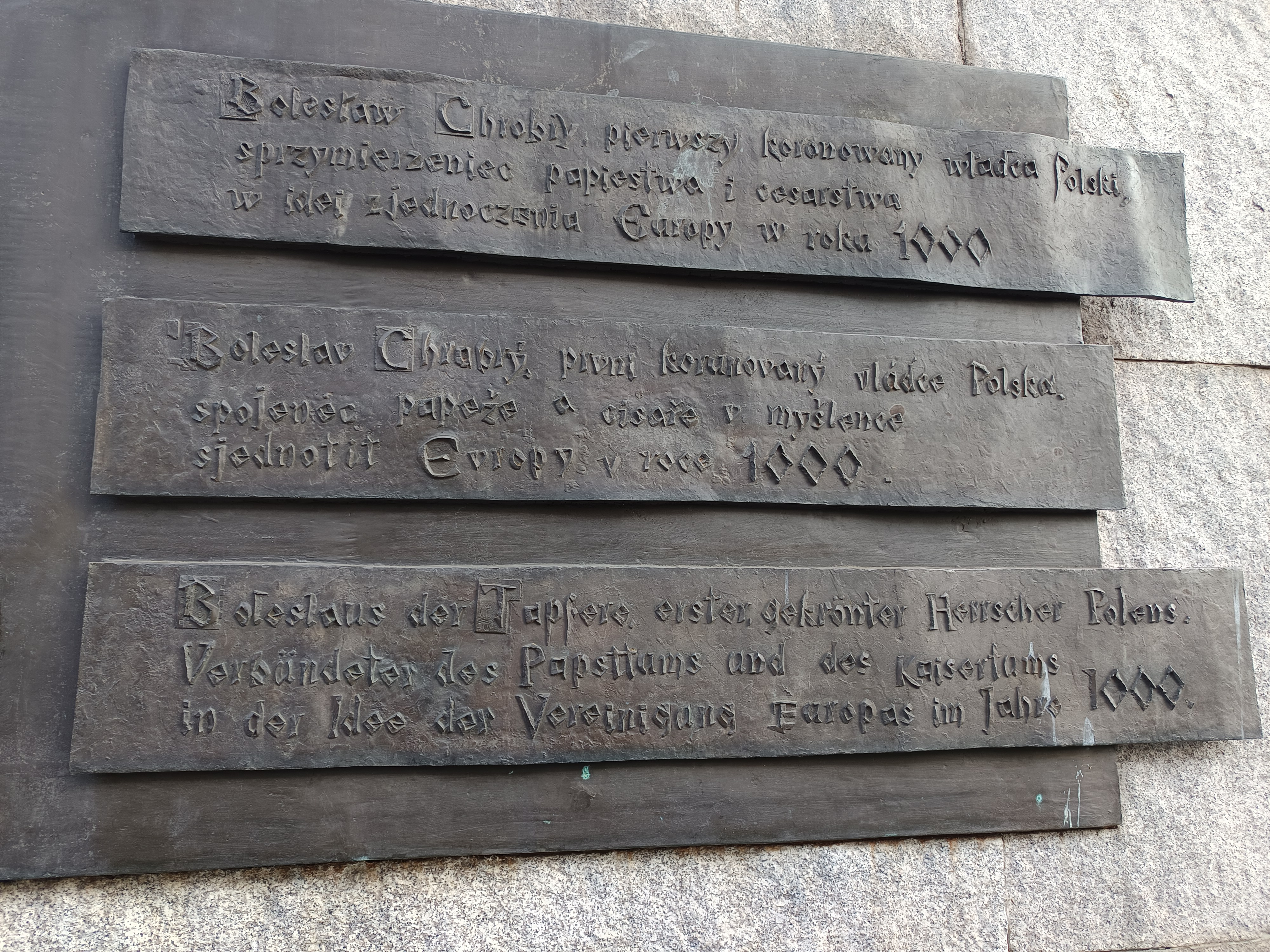
Nápisy na podstavci ve třech jazycích (ten český obsahuje gramatickou chybu)
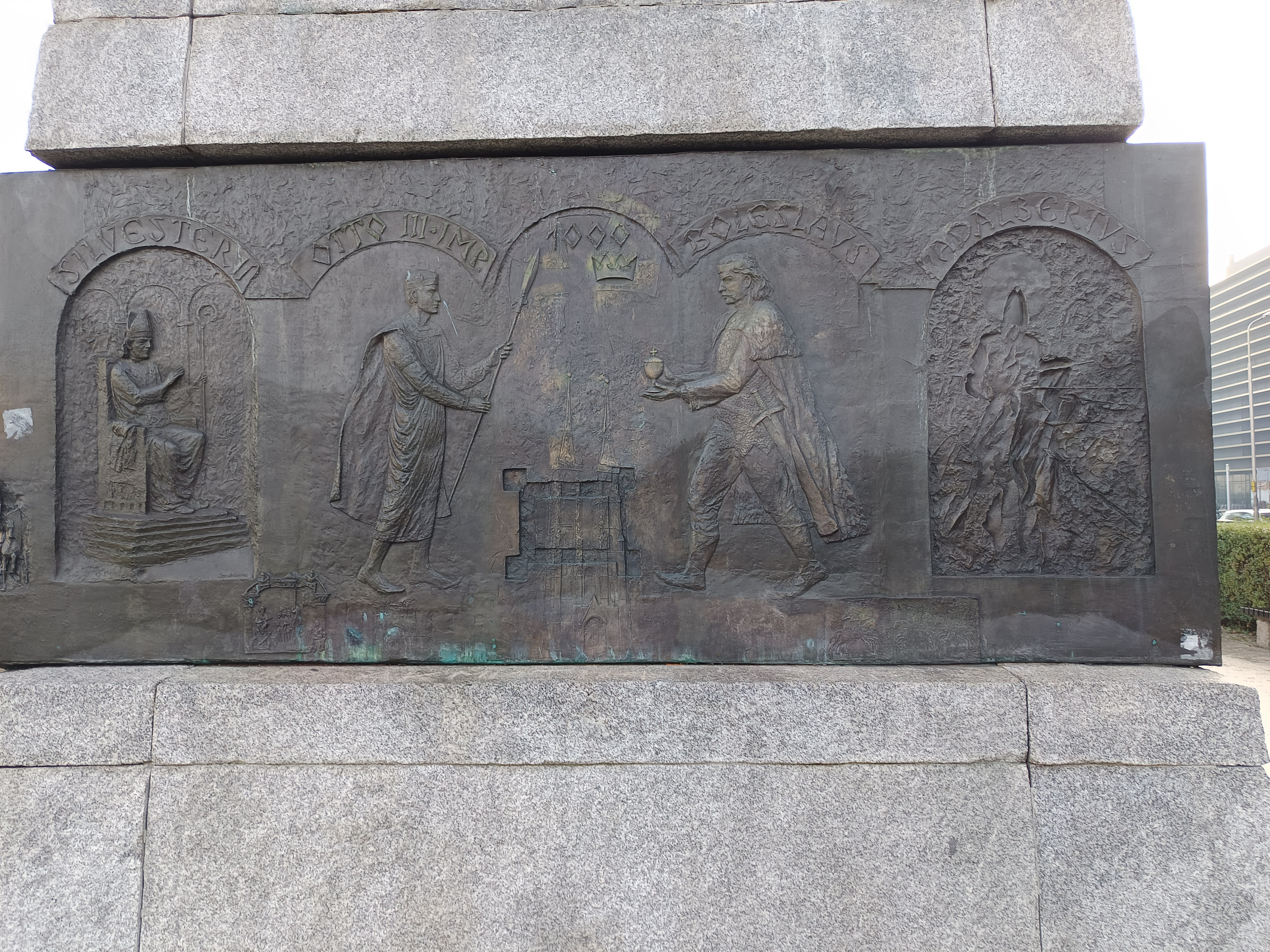
Plaketa symbolicky zobrazující okolnosti hnězdenského sjezdu roku 1000, při němž císař Ota III. nad hrobem sv. Vojtěcha uznal knížete Boleslava za „bratra a spolutvůrce impéria“